# Sagadahoc County
Sagadahoc County is een county in de Amerikaanse staat Maine.
De county heeft een landoppervlakte van 658 km² en telt 35.214 inwoners (volkstelling 2000).